# تپه اشترگردن
تپه اشترگردن مربوط به هزاره اول قبل از میلاد است و در شهرستان مهدیشهر، روستای رودبارک واقع شده و این اثر در تاریخ ۱۱ دی ۱۳۸۰ با شمارهٔ ثبت ۴۶۴۲ به‌عنوان یکی از آثار ملی ایران به ثبت رسیده است.